# Mariage et Quiproquos

Mariage et Quiproquos (Double Wedding) est un téléfilm américain réalisé par Craig Pryce et diffusé le 20 juin 2010 sur Lifetime Movie Network.

## Synopsis
Deux sœurs, pas de vie amoureuse. Toutes deux finissent par rencontrer le même homme et l'invitent pour rencontrer leur famille le 17 décembre. Il ne sait pas qu'il y a deux sœurs ou qu'il a deux rendez-vous le même jour.

## Fiche technique
- Titre original : Double Wedding
- Réalisation : Craig Pryce
- Scénario : Jennifer C. Maisel
- Durée : 90 minutes
- Pays :  États-Unis

## Distribution
- Tia Mowry (VF : Julie Turin) : Deanna Warren[2]
- Tamera Mowry (VF : Fily Keita) : Danielle Warren[2]
- O. T. Fagbenle (VF : Pascal Nowak) : Tate
- Chad Connell (en) : Jasper Cooper
- Ardon Bess (en) (VF : Paul Borne) : Grand-père Henry
- Robin Brûlé (en) (VF : Sybille Tureau) : Emmy Santiago
- Sandra Caldwell : Holly
- Laura de Carteret (VF : Céline Duhamel) : Elle Greenfield
- Mark Forward (en) : Mitch
- François Klanfer : Juge
- Richard Leacock : Jim
- Joe MacLeod (en) : Coursier à vélo
- Mishael Morgan (en) : Réceptionniste au cabinet d'avocats
- Andrew Musselman : Collègue
- Billy Parrott : Serveur
- Derwin Phillips : Chase
- Jackie Richardson (en) : Grand-mère Maddie
- Tonya Lee Williams